# Paperback Writer
«Paperback Writer» — пісня британського рок-гурту The Beatles написана Джоном Леноном і Полом Маккартні. Вона знаходилася на першому місці в британських і американських чартах. Це були UK Singles Chart, 1-ше і Billboard Hot 100, 1-ше місце, пісня була написана в 1966, році. Пісня входить в збірник «Hey Jude» виданий в 1970, році. На пісню було знято професіональний кольоровий кліп.